# أنوم
أنوم (بالإنجليزية: ANOM)‏ (وتُكتب أيضًا AN0M أو ΛNØM) وتعرف كذلك باسم (عملية دِرع طروادة Operation Trojan Shield) تُمثل تعاونًا دوليًا مشتركًا بين عدّة وكالات لتطبيق القانون حول العالم جرت بين عامي 2018 و2021، جرى خلالها اعتراض ملايين الرسائل المرسلة من خلال ما يُفترض أنه أحد تطبيقات المراسلة المؤمّنة على الهاتف الذكي يٌسمّى «ANOM». جرى استخدام خدمة ANOM على نطاق واسع من قِبل المجرمين، ولكن بدلاً من توفير اتصال آمن، كانت في الواقع مثل حصان طروادة حيث جرى توزيعه سراً من قِبل مكتب التحقيقات الفيدرالي بالولايات المتحدة (FBI) والشرطة الفيدرالية الأسترالية (AFP)، مما يُمَكِّنُهم من مراقبة جميع الاتصالات. ومن خلال التعاون مع وكالات تطبيق القانون الأخرى في جميع أنحاء العالم، أسفرت العملية عن اعتقال أكثر من 800 مشتبه بهم يُزعم تورطهم في نشاط إجرامي، في 16 دولة. ومن بين الأشخاص الذين جرى اعتقالهم أعضاء في عصابات المافيا الإيطالية ومقرها أستراليا، وكذلك عصابات المافيا الألبانية، وعصابات الدراجات النارية الخارجة عن القانون، ونقابات المخدرات، وجماعات الجريمة المنظمة الأخرى.
تصنف العملية ضمن عمليات اللدغ وهي العمليات الخداعية التي تهدف للقبض على المجرمين.

## الخلفية
بعد إغلاق شركة Phantom Secure الكندية للرسائل الآمنة في مارس 2018، صار المجرمون الدوليون في حاجة إلى نظام بديل للاتصال الآمن. وفي نفس الوقت تقريبًا، كان فرع مكتب التحقيقات الفيدرالي في سان دييغو يعمل مع شخص يقوم بتطوير جهاز مشفر من «الجيل الثاني» لتستخدمه الشبكات الإجرامية. كان هذا الشخص يواجه اتهامات، وتعاون مع مكتب التحقيقات الفيدرالي مقابل حصوله على عقوبة مخففة. عرض ذلك الشخص تطوير تطبيق ANOM ثم توزيعه على المجرمين من خلال شبكاتهم الحالية. قُدِّمت أجهزة الاتصال الأولى مع ANOM بواسطة هذا المُخبر لثلاثة موزعين سابقين لـ Phantom Secure في أكتوبر 2018.
تفاوض مكتب التحقيقات الفيدرالي أيضًا مع دولة ثالثة (غير مسماة) لإنشاء اعتراض للاتصالات ولكن بناءً على أمر محكمة يسمح بإعادة المعلومات إلى مكتب التحقيقات الفيدرالي. منذ أكتوبر 2019، جرى نقل اتصالات ANOM إلى مكتب التحقيقات الفيدرالي من هذا البلد الثالث.
أطلق مكتب التحقيقات الفيدرالي على العملية اسم «درع طروادة»، وأطلقت عليه وكالة فرانس برس اسم "Ironside".

## التوزيع والاستخدام

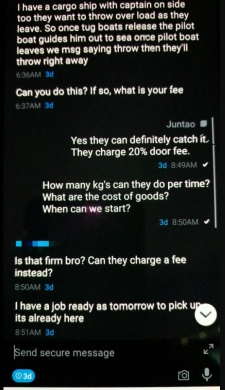
لقطة شاشة لتطبيق ANOM

تتألف أجهزة ANOM من تطبيق مراسلة يعمل على الهواتف الذكية جرى تعديله خصيصًا لتعطيل الوظائف العادية مثل الاتصالات الهاتفية الصوتية أو البريد الإلكتروني أو خدمات الموقع. بعد التحقق من تعطيل الوظائف العادية، تتواصل تطبيقات المراسلة مع بعضها البعض عبر خوادم بروكسي يُفترض أنها آمنة، والتي قامت بعد ذلك بنسخ جميع الرسائل المرسلة إلى الخوادم التي يتحكم فيها مكتب التحقيقات الفيدرالي. يمكن لمكتب التحقيقات الفيدرالي بعد ذلك فك تشفير الرسائل بمفتاح خاص مرتبط بالرسالة، دون الحاجة إلى الوصول عن بُعد إلى الأجهزة. كان للأجهزة أيضًا رقم تعريف ثابت مخصص لكل مستخدم، مما يسمح بتوصيل الرسائل من نفس المستخدم ببعضها البعض. وفقًا لمنشور Reddit الذي جرى حذفه منذ ذلك الحين، كان تطبيق ANOM لنظام «أندرويد»؛ وصفت إحدى مشاركات مدونة WordPress التطبيق بأنه يستخدم «نظام تشغيل أندرويد مخصص».
جرى توزيع حوالي 50 جهازًا في أستراليا للاختبار التجريبي اعتبارًا من أكتوبر 2018. وأظهرت الاتصالات التي جرى اعتراضُها أن كل جهاز يستخدم في أنشطة إجرامية، تستخدمه بشكل أساسي عصابات الجريمة المنظمة.
انتشر استخدام التطبيق من خلال الكلام الشفهي، وشجعه العملاء السريون أيضًا؛ جرى التعرف على مهرب المخدرات هاكان أيك «على أنه شخص موثوق به وسيكون قادرًا على توزيع هذا التطبيق بنجاح»، وبدون علمه شجعه الوكلاء السريون على استخدام وبيع الأجهزة في السوق السوداء، مما أدى إلى مزيد من التوسع في استخدامه. وبعد أن طلب مستخدمو الأجهزة هواتف أصغر وأحدث، جرى تصميم وبيع أجهزة جديدة. كانت اللغات الأكثر استخدامًا في التطبيق هي الهولندية والألمانية والسويدية.
بعد بداية بطيئة، ارتفع معدل توزيع ANOM من منتصف عام 2019. بحلول أكتوبر 2019، كان هناك عدة مئات من المستخدمين. بحلول مايو 2021، كان هناك 11800 جهاز مثبت عليها تطبيق ANOM، منها حوالي 9000 جهاز قيد الاستخدام. كان لدى نيوزيلندا 57 مستخدمًا لنظام الاتصالات ANOM. تمكنت الشرطة السويدية من الوصول إلى محادثات من 1600 مستخدم، وركزت مراقبتها على 600 مستخدم. ذكرت وكالة شرطة الاتحاد الأوربي (يوروبول) أنه قد جرى جمع 27 مليون رسالة من أجهزة ANOM عبر أكثر من 100 دولة.
كان هناك بعض الشكوك حول التطبيق؛ وصفت إحدى مشاركات مدونة WordPress في مارس 2021 التطبيق بأنه عملية احتيال.

## الاعتقالات وردود الفعل

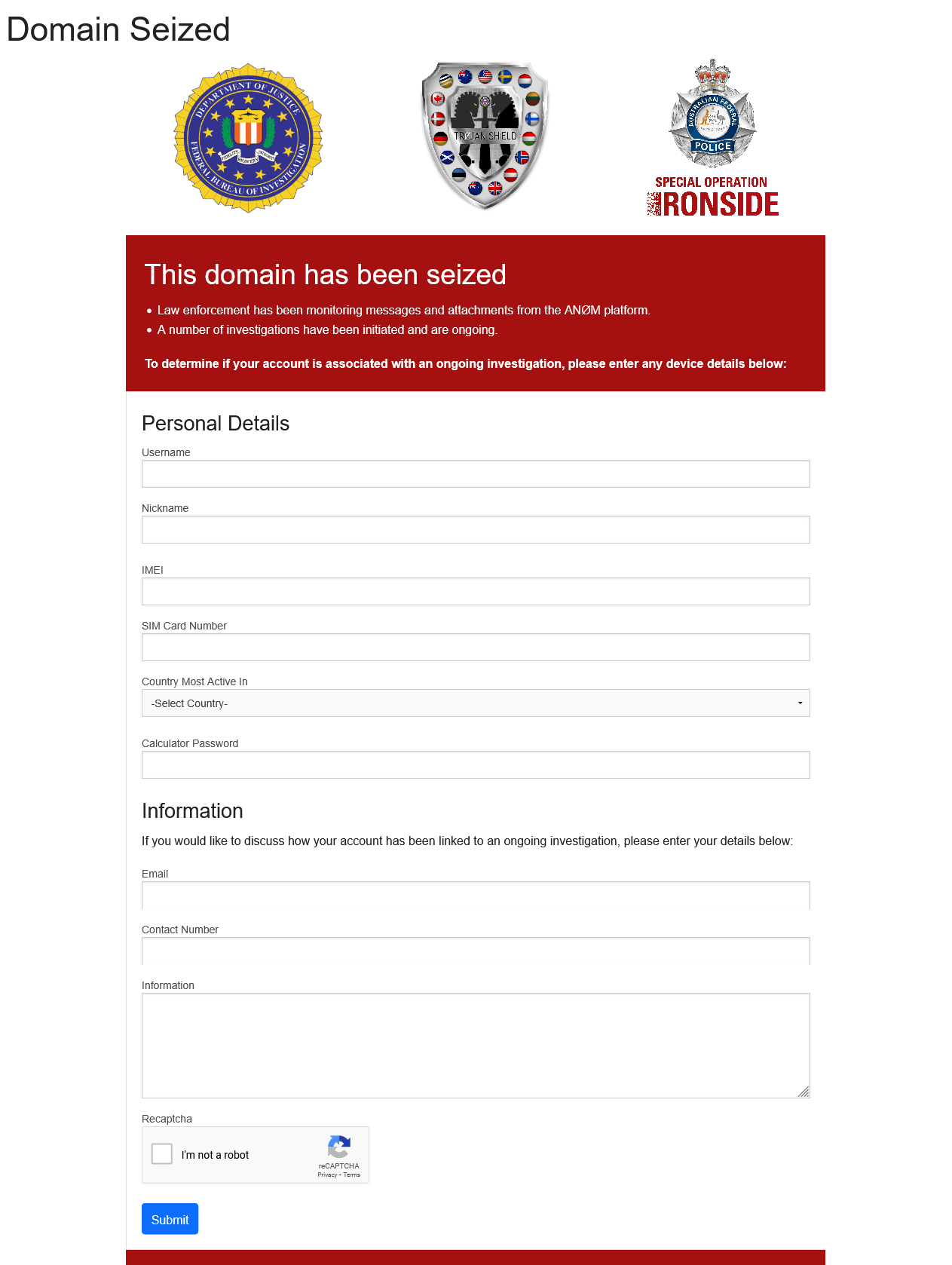
لقطة شاشة لموقع ANOM، في 10 يونيو 2021

بلغت عملية اللدغة ذروتها في أوامر التفتيش التي جرى تنفيذها في وقت واحد في جميع أنحاء العالم في 8 يونيو 2021. ليس من الواضح تمامًا سبب اختيار هذا التاريخ، لكن المنظمات الإخبارية تكهنت أنه قد يكون مرتبطًا بأن الوصول إلى الخادم ينتهي في 7 يونيو. كُشفت خلفية عملية اللدغة وطبيعتها عبر تلك الدول بعد تنفيذ أوامر التفتيش. اعتُقِل أكثر من 800 شخص في 16 دولة. ومن بين المعتقلين أعضاء في المافيا الإيطالية ومقرها أستراليا، وعصابات المافيا الألبانية، وعصابات الدراجات النارية الخارجة عن القانون، ونقابات المخدرات، وجماعات إجرامية أخرى. جرى تنسيق الاعتقالات في الاتحاد الأوروبي من خلال اليوروبول. كما جرت اعتقالات في المملكة المتحدة، على الرغم من عدم أفصاح الوكالة الوطنية لمكافحة الجريمة عن تفاصيل حول عدد الموقوفين.
وشملت الأدلة المضبوطة ما يقرب من 40 طنا من المخدرات (أكثر من ثمانية أطنان من الكوكايين، و22 طنا من القنب وراتنج القنب، وستة أطنان من سلائف المخدرات الاصطناعية، وطنان من المخدرات الاصطناعية)، و250 بندقية، و55 سيارة فاخرة وأكثر من 48 مليون دولارًا في مختلف العملات والعملات المشفرة. في أستراليا قُبِض على 224 شخصًا ووُجِّهت لهم 526 تهمة. وفي نيوزيلندا، ألقي القبض على 35 شخصًا وواجهوا ما مجموعه 900 تهمة. وضبطت الشرطة ما قيمته 3.7 مليون دولارًا، بما في ذلك 14 سيارة ومخدرات وأسلحة نارية وأكثر من مليون دولارًا من النقود.
على مدار السنوات الثلاث، شارك أكثر من 9000 من ضباط الشرطة من 18 دولة في عملية اللدغة. وقال رئيس الوزراء الأسترالي سكوت موريسون إن العملية اللذعة «وجهت ضربة قوية للجريمة المنظمة». ووصفتها اليوروبول بأنها «أكبر عملية تطبيق قانون على الإطلاق ضد الاتصالات المشفرة.»

### أستراليا
بِيعَ حوالي 50 جهازًا في أستراليا. واعتقلت الشرطة 224 مشتبهاً به وصادرت 104 قطعة سلاح ناري وصادرت أموالاً وممتلكات تقدر قيمتها بأكثر من 45 مليون دولار أسترالي.

### ألمانيا
في ألمانيا، كانت غالبية نشاط الشرطة في ولاية هيسن حيث جرى اعتقال 60 من أصل 70 مشتبهاً بهم على مستوى البلاد. فتشت الشرطة 150 موقعا وفي كثير من الحالات اشتبهت في تهريب المخدرات.

### هولندا
في هولندا، ألقت الشرطة الهولندية القبض على 49 شخصًا أثناء قيامها بالتحقيق في 25 منشأة لإنتاج المخدرات ومخابئ للمخدرات. كما صادرت الشرطة ثمانية أسلحة نارية وإمدادات كبيرة من المخدرات وأكثر من 2.3 مليون يورو.

### السويد
في السويد، جرى اعتقال 155 شخصًا ضمن العملية. وبحسب الشرطة السويدية التي تلقت معلومات استخبارية من مكتب التحقيقات الفيدرالي، جرى اكتشاف أن العديد من المشتبه بهم كانوا في السويد خلال مرحلة مبكرة من العملية. قالت ليندا ستاف، رئيسة أنشطة استخبارات الشرطة السويدية، إن المشتبه بهم في السويد كان لديهم معدل عالٍ من جرائم العنف.

## روابط خارجية
- https://anom.io/ - اعتبارًا من 8 يونيو 2021، يعرض هذا رسومات FBI وAFP، رسم "Trojan Shield" وإشعار «تم الاستيلاء على هذا النطاق»، مع نموذج يدعو الزوار «لتحديد ما إذا كان حسابك بالتحقيق الجاري، يرجى إدخال تفاصيل الجهاز أدناه»